# Tim Wieskötter
Tim Wieskötter (ur. 12 marca 1979) – niemiecki kajakarz, trzykrotny medalista olimpijski.
Na igrzyskach startował trzykrotnie (IO 00, IO 04, IO 08), za każdym razem sięgając po medale w kajakowej dwójce. Jego stałym partnerem był Ronald Rauhe. Największy sukces odnieśli w 2004, zdobywając złote medale. Ma w dorobku szereg medali mistrzostw świata, wywalczonych na różnych dystansach w latach 2001-2007, w tym siedem złotych.